# Francis Fleming
Sir Francis Fleming KCMG (chin. 菲林明; * 1842; † 1922) war ein britischer Kolonialbeamter.

## Politische Ämter

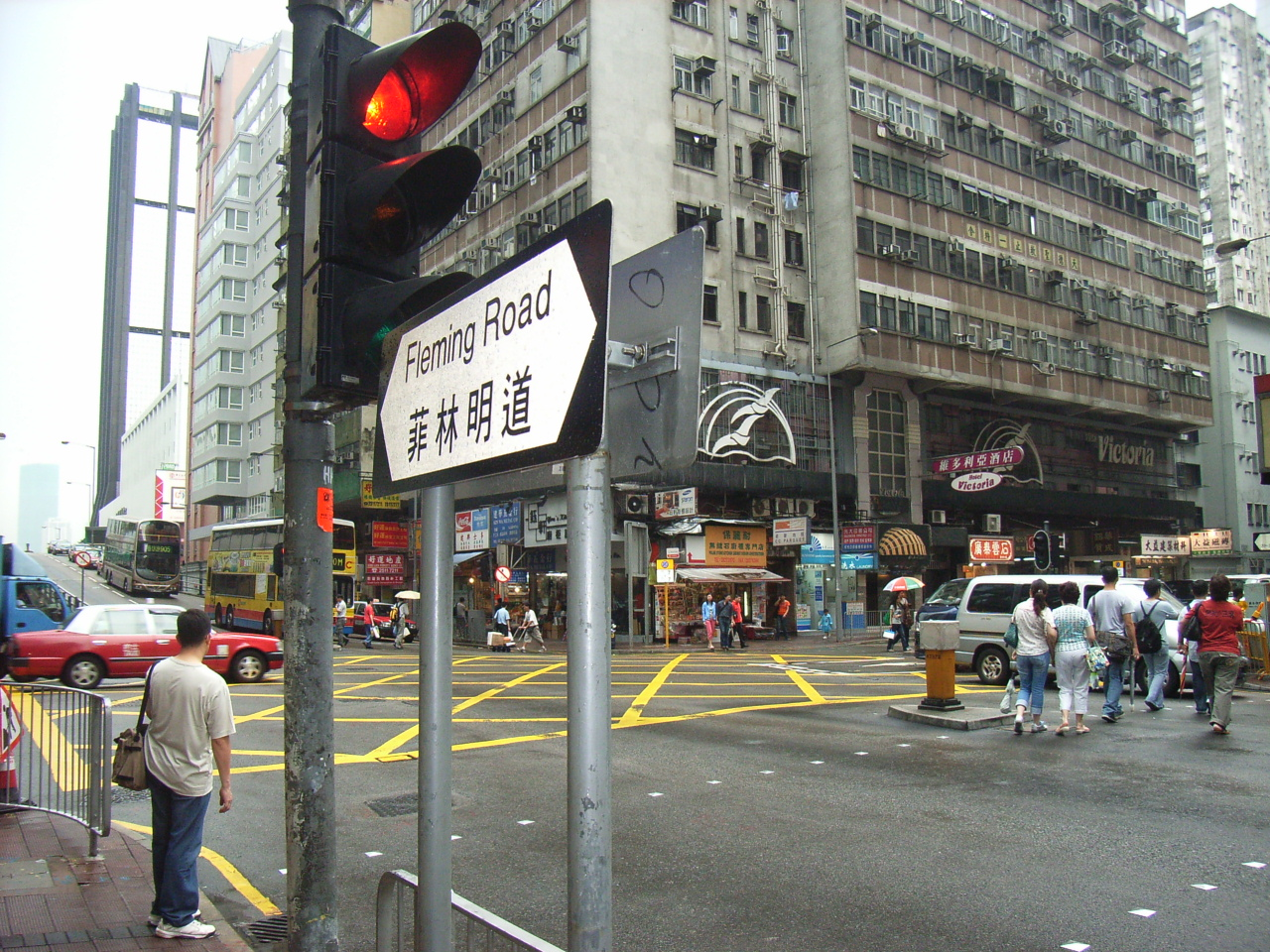
Die Fleming Road (菲林明道)
in Wan Chai, Hongkong

Fleming vertrat in seiner Verwendung als Chief Secretary auf der Insel Mauritius vom 2. Juli 1887 und dem 11. Dezember 1888 und vom 11. Dezember bis zum 17. Dezember 1889 den Gouverneur Sir John Pope Hennessyals.
Nach einer Verwendung als Chief Secretary in Hongkong ab 1890 übernahm er im Anschluss
1892 offiziell das Gouverneursamt von Sierra Leone von William Hollingworth Quayle Jones, der
in seiner Funktion als Chief Secretary zuletzt stellvertretend das Amt wahrgenommen hatte und auch während der Amtszeit von Fleming bis 1894 bei dessen Abwesenheit stellvertretender Gouverneur war. Im Anschluss war er von 1895 bis 1901 Gouverneur der Leeward Islands.
Er heiratete 1892 Constance Kavanagh und wurde im gleichen Jahr geadelt. Nach ihm ist in  Wan Chai seit Ende des 19. Jahrhunderts eine Straße benannt.